# Newt
Pour plus de détails, voir Fiche technique et Distribution.
Newt est un projet de film d'animation des studios Pixar, annoncé en avril 2008 et originellement attendu pour l'été 2011 mais annulé en 2011 au profit de Cars 2. Gary Rydstrom devait en être le réalisateur et le co-scénariste avec Leslie Caveny, avant d’être remplacés par Pete Docter pour le scénario et la réalisation.
Newt a été officiellement annulé pour cause de ressemblance avec les dessins animés Rango (2011) et Rio (2011). C'est Dave Smith, auteur du livre de référence Disney A to Z, qui a officialisé l'annulation en mai 2010 auprès de Mike Bastoli, responsable du blog The Pixar Blog.

## Synopsis
Newt et Brook sont les deux seuls survivants sur Terre de leur espèce de tritons : les pieds-bleus. Ils se détestent mutuellement mais doivent finalement collaborer, contraints par la science, pour sauver leur descendance.

## Fiche technique
- Titre original : Newt
- Réalisation : Gary Rydstrom
- Scénario : Gary Rydstrom et Leslie Caveny
- Format : 35 mm
- Durée : 93 minutes
- Date de sortie originellement prévue :
  - France : été 2011

## Autour du film
Avant d'être pressenti pour ce long métrage, le réalisateur Gary Rydstrom avait déjà réalisé un court-métrage pour Pixar, Extra-terrien, qui avait précédé le long métrage Ratatouille en 2007.